# Mont Sir-Wilfrid
Ne doit pas être confondu avec Mont Sir Wilfrid Laurier.
Le mont Sir-Wilfrid (anciennement montagne du Diable) a été nommé ainsi en l'honneur du Premier ministre canadien Wilfrid Laurier. Il est situé dans le parc régional de la Montagne du Diable au sud-est du réservoir Baskatong, dans la municipalité régionale de comté (MRC) Antoine-Labelle, dans la région des Hautes-Laurentides, au Québec, au Canada.

## Toponymie
Cette montagne a été nommée en l'honneur de Premier ministre du Canada Wilfrid Laurier (1841-1919) en 1932 ; cette appellation est similaire au toponyme Mont-Laurier, ville située à proximité. Cette désignation toponymique évoque la mémoire de Wilfrid Laurier, Premier ministre du Canada, de 1896 à 1911. Le toponyme « mont Sir-Wilfrid » a été officialisé le 5 décembre 1968 à la banque des toponymes de la Commission de toponymie du Québec.
Populairement, cette montagne est appelée « montagne du Diable », une adaptation française de l'ancien terme Windigo utilisé dans ce domaine pour désigner le ruisseau et le lac.

## Géographie
Le sommet de cette montagne (783 m) est situé à environ 15 km au nord-ouest de Mont-Laurier et près du lac Windigo. Dans ce secteur des Laurentides, le relief forme une masse oblongue d'environ 8 km sur 5 km. Le sommet possède quatre pics :
- le sommet du Diable : 783 mètres ;
- le sommet du Belzébuth : 749 mètres ;
- le sommet du Garde-feu : 756 mètres ;
- le sommet de la Paroi de l'aube : 740 mètres.

## Parc régional de la Montagne-du-Diable
Le mont Sir-Wilfrid est la montagne principale du parc régional de la Montagne du Diable. Ce parc offre de nombreuses activités et services aux visiteurs amateurs de randonnées en montagne.

## Dans la culture
Une légende veut que la montagne soit hantée par le Wendigo, un monstre de la mythologie algonquine, géant démoniaque et anthropophage possédé par le mauvais esprit. On le craignait et on en menaçait les enfants, d'où sa dénomination de montagne « du Diable » qui serait une adaptation dans la langue des blancs du « mauvais esprit Windigo ».